# Trioza triozipennis
Trioza triozipennis är en insektsart som först beskrevs av Crawford 1919.  Trioza triozipennis ingår i släktet Trioza och familjen spetsbladloppor.
Artens utbredningsområde är Singapore. Inga underarter finns listade i Catalogue of Life.